# Туризам у Азербејџану
Азербејџан заузима 39. место међу 148 земаља према показатељима конкурентности у области туризма на свету. На рачун богатих нафтних ресурса, сама земља доприноси јачању светске економије. Штавише, Азербејџан има 9 од 11 светских климатских зона.
Према извештају који је припремио Светски савет за путовања и туризам, Азербејџан се налази међу првих десет земаља које су имале највећи раст у броју посетилаца у периоду 2010—2016. године. Такође, Азербејџан се налази на првом месту (са 46,1%) међу најбрже развијеним туристичким привредама, а тиоком 2017. године је постојао раст у међународним трошковима који су направили посетиоци.

## Виза

### Визни режим
Туристичке визе могу се добити у амбасадама Азербејџана широм света или путем подношења захтева за електронске визе без одласка у било коју амбасаду. 2016. године уведен је нови систем ослобођен пореза који странцима пружа повољније услове за куповину. Период од 3 месеца (90 дана) је обавезан за кориснике без пореза.

### Електронска виза
У јануару 2017. Азербејџан је увео нову електронску визу која омогућава туристима једнократну посету до 30 дана. Систем се назива АСАН Виса и туристи из 93 земље могу добити електронску визу пријавом на службену веб страницу. Електронска виза се издаје у року од 3 радна дана, а државна такса износи 20 америчких долара. Хитна електронска виза се може добити и за три сата без обзира на нерадне дане и празнике.
Виса није потребна за грађане заједницу независних држава (осим Туркменистана и Јерменије), који желе да посете земљу у року од 90 дана.
У новембру 2017. године одржана је посебна седница Одбора за рад и социјалну политику. Чланови Одбора предложили су измену четврте ставке члана број 7.1 и под називом "О туризму". Због сугестија, речи "туристичке агенције" замењене су речима "АСАН ВИЗА систем".

## Доласци по земљама
Број туриста који су током 2008. године посетили Азербејџан био је више од 1.400.000. Већина посетилаца који долазе у Азербејџан у 2016. години дошли су из следећих земаља:
| Ранг | Држава                 | Број посетилаца |
| ---- | ---------------------- | --------------- |
| 1    | Русија                 | 744,125         |
| 2    | Грузија                | 506,306         |
| 3    | Турска                 | 313,341         |
| 4    | Иран                   | 248,632         |
| 5    | Ирак                   | 62,983          |
| 6    | Украјина               | 55,508          |
| 7    | УАЕ                    | 53,180          |
| 8    | Казахстан              | 31,994          |
| 9    | Уједињено Краљевство   | 29,514          |
| 10   | Узбекистан             | 16,093          |
| 11   | Њемачка                | 13,042          |
| 12   | Белорусија             | 12,320          |
| 13   | Сједињене Државе       | 12,291          |
| 14   | Израел                 | 10,814          |
| 15   | Италија                | 8,654           |
| 16   | Туркменистан           | 7,637           |
| 17   | Саудијска Арабија      | 7,463           |
| 18   | Кина                   | 7,363           |
| 19   | Индија                 | 6,012           |
| 20   | Француска              | 5,785           |
|      | Укупан број посетилаца | 2,248,773       |

|     | Година             | Број посетилаца |
| 1   | 2006               | 900.000         |
| 2   | 2007               | 1.100.000       |
| 3   | 2008               | 1.400.000       |
| 4   | 2009 (за 9 месеци) | 1.000.988       |
| 5   | 2010               | 1.850.000       |
| 6   | 2011               | 2.239.000       |
| 7.  | 2012               | 2.484.048       |
| 8.  | 2013               | 2.508.904       |
| 9.  | 2014               | 2.297.804       |
| 10. | 2015               | 2.006.176       |
| 11. | 2016               | 2.242.783       |

Већина посетилаца била су из Европе, Азије, Северне Америке и сл.
У Азербејџану је 2017. године било 1.818.258 странаца. Највећи број њих били су држављани Русије, арапских земаља, Ирана и Казахстана. Након њих, добар број гостију су из источне Европе (углавном, Белорусије и Украјине) и западне Европе.
Тренутно има 230 туристичких агенција, 560 хотела и хостела.
| Година | Број хотела |     |
| 1.     | 2007        | 320 |
| 2.     | 2008        | 370 |
| 3.     | 2009        | 452 |
| 4.     | 2010        | 499 |
| 5.     | 2011        | 508 |
| 6.     | 2012        | 514 |

## Државна подршка
Почев од 2002. године, било је неколико програма које је организовала држава. На пример, "Планирање развоја туризма у периоду 2002-2005 и 2010—2014. година". Програм је поставио циљ који се састојао од прикупљања статистике туризма, посебно годишњег нивоа прихода БНП. Други је састављен од стране Министарства туризма и назван "Развој туризма у Азербејџану током 2008-2016." Програм је садржао планове попут организације тренинга у туризму, повећања броја смештаја и сл. како би привукли странце.
У марту 2018. године шеф одсека за туризам у Министарству културе и туризма - Ајдин Исмијев је изјавио да има жељу да организују "Халал туризам". Најважнији циљ овог пројекта је омогућити посетиоцима, пре свега, са муслиманског истока, понуду са новим туристичким стандардима, јер се "Халал туризам" сматра новим туристичким правцем. Према пројекту, власти планирају да повећају број хотела и хостела.
У априлу 2018. отворена је међународна изложба "Туризам и путовања". Изложба је 17. по броју посетилаца.
Данас, привреда Азербејџана доживљава развој једне од најраспрострањенијих врста туризма - гастрономског туризма. Осим тога, постоје и друге врсте туризма као што су спортски, еколошки, ловачки, информативни, риболовни, пословни, терапеутски и сл.

## Туристичка подручја
Поред главног града - Баку, у Азербајџану има више од 10 подручја одмаралишта. Разноликост климатских услова и флоре и фауне подстиче огроман ток туриста. Најзначајнија одмаралишта налазе се у градовима као што су Генџе, Нахчиван, Габала и Шаки.
У Генџи се посетиоцима нуде услуге излетничког туризма, која обухвата излете изградње архитектуре и трговачких центара у граду.
Шаки је познат по својој архитектонској баштини - палати Шаки Кан из 1763. године Штавише, постоје многи маузолеји, тврђаве и верске установе.
Историја методе лечења коришћењем традиционалних медицинских вештина датира из древних времена. Ово је проузроковало трансформацију Нахчивана у центар здравственог туризма због рудника соли у Дуждаху (1173 метара). Туристи су заинтересовани и за маузолеје. Град је основан пре 3500 година.
Међу старим градовима Азербејџана, можемо означити Ланкаран чија историја почиње од 10. века п. н. е. Налази се у близини Каспијског језера и може се означити као област одмаралишта са предностима здравственог туризма.

## Модерна архитектура

### Палата Хејдар Илијев
Изградња центра Хејдар Илијев је један од симбола у модерном Бакуу. Аутор пројекта зграде је Заха Хадид, која је најпознатија архитекта, носилац Прицкерове награде за архитектуру. У простору се налазе два украсна базена и вештачко језеро. Бела боја која осликава ову зграду симболизује јасну будућност.

### Пламени торњеви
Највиша зграда у Бакуу (са висином од 190 м) изгледа као пламен ватре. Захваљујући истраживању сајта skyscrapercity.com, Пламени торњеви заузимају прво место у категорији осветљења. Целокупна зграда је прекривена екранима за приказ анимације.

## Планински туризам
Планински туризам је један од најпопуларнијих области туризма у Азербејџану. За ову сврху су изграђена два велика планинска одмаралишта. Сви услови су обезбеђени за скијашке активности у тим хотелима. Ова одмаралишта представљају могућности за скијање и сноубординг на 2500-3000 метара надморске висине.

## Национални паркови
Национални паркови у Азербејџану имају за циљ заштиту животне средине, повећање образовања, научних и културних истраживања. Земља има осам националних паркова, као што је Хиркански национални парк.

## Промоција туризма
Спонзор на дресовима Атлетико Мадрида био је Азербејџан који је имао за циљ промовисање туризма у Азербејџану.

## Музеји
Већина музеја се налази у већим градовима Азербејџана као што су Баку, Генџе, Нахчиван, Сумгајит, Мингечевир и Шаки.

## Лов
Сезона лова почиње 1. јуна и завршава се 15. октобра. Ловачке врсте на територији Азербејџана су лов на Дагестанске козе, лов на дивље свиње, лов на зечеве, лов на шумске голубице, лов на препелице, лов на јаребице, лов на речне птице (лов на гуске, патке, лиске), лов на шљуке и дивокозе. 

### Распоред дозвола
| Животиња                 | Од - до          |
| ------------------------ | ---------------- |
| Дагестан коза            | Јун - новембар   |
| Водене птице             | Октобар - март   |
| Кавкаски јелен           | Јун - октобар    |
| Вукови, лисице, зечеви   | Август - март    |
| Дивљи вепар              | Септембар - март |
| Шумеске птице грабљивице | Октобар - март   |
| Црна јаребица            | Јул - март       |
| Рис                      | Септембар - март |

Један од популарних ловова у Азербејџану је лов на птице. Постоје одређене врсте фазана, црних тетреба, дивљих патака, гусака и других птица.

### Накнаде за лов (по јединици)
Дагестанска коза - 24 маната и 75 ђапика (23,77 долара), Вепар -16 маната и 50 ђапика (16,16 долара), Зец - 2 маната 20 ђапика (1,90 долара), Патка - 99 ђапика (0,95 центи), Гуска - 2 маната и 53 ђапика($ 2.85).
Прибављање ловачке дозволе издаје Одељење за екологију и природне ресурсе у Бакуу.
Лов је забрањен у неким рејонима, као што су Дашкесански, Тертерски рејон, као и на острвима Каспијског мора, зеленим зонама, заштићеним подручјима, у близини градова и подручјима одмаралишта до 1 км.

## Бање
Азербејџан има историју здравственог туризма. Бање су популарне у Азербејџану од времена Совјетског Савеза. Данас у Азербајџану има много бања које се користе у лечењу кардиоваскуларног, нервног система, коштаних мишића, периферних нерава, периферних васкуларних обољења, кожних болести, гинеколошких, уролошких обољења и других.

### Нафталан
Најпопуларнија бања у Азербејџану је Нафталан. Нафталан је једино рудно уље за лечење. Од давнина је ова бања познат по лечењу болести мишићно-скелетног система, коже, уролошких и гинеколошких обољења. Нафталенско уље смањује бол, побољшава циркулацију у крви и метаболичке процесе у телу.

## Галерија
- Национални парк Гобустан (Светска баштина)
- Ширваншах палата, Баку (Светска баштина)
- Девојачка кула (Баку), (Светска баштина)
- Стари град (Баку) (Светска баштина)
- Џамија Биби Хејбет, Баку
- Мардакан дворац, Баку
- Пејзаж у Кубинском рејону
- Водопад у Леричком рејону
- Долина у Исмајилинском рејону
- Градски аутобуси за туристе
- Муровдаг у Гогољском рејону
- Мочвара у националном парку